# Alexej Radyvanjuk

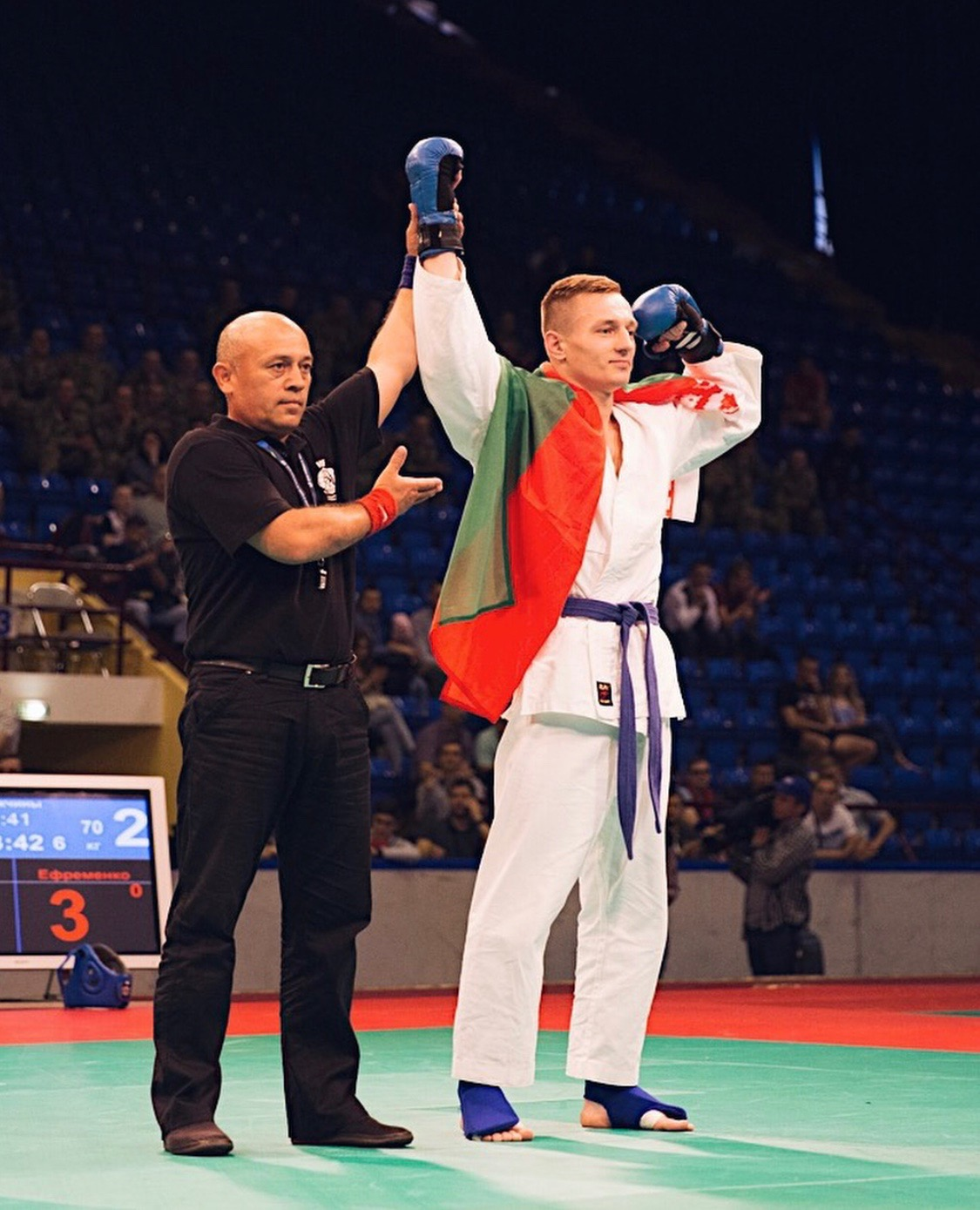
Alexej Radyvanjuk (2018)

Alexej Radyvanjuk (russisch Алексей Радыванюк; * 17. Juni 1994 in Minsk) ist ein belarussischer Kampfsportler.

## Sportliche Laufbahn
2009 belegte Radyvanjuk den zweiten Platz bei der Weltmeisterschaft im Unifight, Kategorie Jugend. 2015 wurde er belarussischer Meister in San Shou. Er ist mehrfacher belarussischer Meister im Hand-To-Hand-Fighting und wurde 2018 Europameister in dieser Disziplin.